# واگا واگای شرقی
واگا واگای شرقی (به انگلیسی: East Wagga Wagga) یک حومه شهر در استرالیا است که در نیو ساوت ولز واقع شده‌است. پایگاه واگا واگا، یک فروشگاه بزرگ در شرق واگا است.